# Saint-Clément-Rancoudray
Saint-Clément-Rancoudray  là một xã thuộc tỉnh Manche trong vùng Normandie tây bắc nước Pháp. Xã này nằm ở khu vực có độ cao trung bình 315 mét trên mực nước biển.